# بريم أديب
بريم أديب هو ممثل هندي (وحمل سابقاً جنسية الراج البريطاني)، ولد في 10 أغسطس 1917 في الهند، وتوفي بنفس المكان في 25 ديسمبر 1959.

## وصلات خارجية
- بريم أديب على موقع IMDb (الإنجليزية)
- بريم أديب على موقع قاعدة بيانات الفيلم (الإنجليزية)